# ورقة 50 جنيه إسترليني بنك إنجلترا
ورقة 50 جنيه إسترليني بنك إنجلترا هي ورقة جنيه إسترليني. هي حاليًا أكبر فئة نقدية يصدرها بنك إنجلترا. طرحت ورقة البوليمر الجديدة الحالية في 23 يونيو 2021. على الوجه صورة إليزابيث الثانية وعلى الظهر صورة عالم الكمبيوتر ومحلل رموز الحرب العالمية الثانية آلان تورنغ. ظلت الأوراق النقدية القطنية بقيمة 50 جنيه إسترليني من السلسلة السابقة متداولة مع أوراق البوليمر الجديدة حتى 30 سبتمبر 2022 عندما لم تعد قانونية.

## التاريخ
أصدرت ورقة 50 جنيه إسترليني بنك إنجلترا أول مرة في عام 1725. كانت الأوراقاالأولى مكتوبة بخط اليد وأصدرت حسب الحاجة للأفراد. كانت هذه الأوراق مكتوبة على وجه واحد فقط وتحمل اسم المستفيد والتاريخ وتوقيع أمين الصندوق الذي أصدرها. كان من الممكن استبدال هذه الورقة بالكامل أو جزئيًا بمبلغ معادل من الذهب عند تقديمها في البنك باستثناء فترة التقييد بين 1797 و1821، عندما تسببت حروب الثورة الفرنسية والحروب النابليونية في نقص الذهب. أصدرت الأوراق المطبوعة منذ عام 1853 بدلا من الأوراق المكتوبة ونص أتعهد بأن أدفع لحاملها عند الطلب مبلغ عشرة جنيهات، هذا النص موجود على أوراق بنك إنجلترا النقدية حتى يومنا هذا.

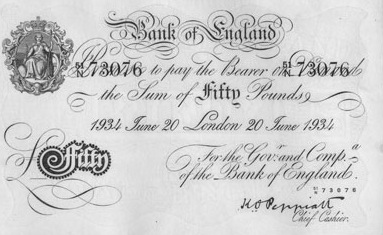
ورقة 50 جنيه إسترليني أصدرت عام 1934

توقفت بريطانيا عن استخدام معيار الذهب في عام 1931. توقف بنك إنجلترا عن إصدار ورقة 50 جنيه إسترليني في عام 1943 ولم يعد إصدارها حتى عام 1981 في السلسلة D على وجه هذه الورقة الخضراء صورة الملكة إليزابيث الثانية وعلى ظهر الورقة المهندس المعماري كريستوفر رين. بدأ التخلص التدريجي من أوراق السلسلة D عندما أصدرت أوراق السلسلة E في عام 1994. كانت ورقة 50 جنيه متعددة الألوان وعلى ظهرها صورة جون هوبلون، أول محافظ لبنك إنجلترا.
أصدرت ورقة 50 جنيه إسترليني من السلسلة F عام 2011 وعلى ظهرها صورتين: المهندس والعالم جيمس واط ورجل الأعمال ماثيو بولتون وWhitbread Engine وSoho Manufactory. أضيفت ميزات أمنية جديدة إلى الورقة مثل الطباعة الغائرة والعلامة المائية والحروف الضغيرة والصور المجسمة والطباعة بالأشعة فوق البنفسجية. هي أول ورقة نقدية من بنك إنجلترا يوضع على ظهرها شخصين.
طرحت ورقة 50 جنيه إسترليني من السلسلة G للتداول في يونيو 2021 وهي آخر أوراق بنك إنجلترا التي تحولت من الورق إلى البوليمرعلى ظهر الورقة صورة عالم الكمبيوتر ومحلل رموز الحرب العالمية الثانية آلان تورنغ. طللب البنك اقتراح علماء مؤهلين قبل اختيار توريغ، تلقى حوالي 227,299 اقتراحا ل 989 عالمًا، وتألفت القائمة المختصرة في النهاية من ماري آننغ وبول ديراك وروزاليند فرانكلين ويليام هيرشل وكارولين هيرشل ودوروثي هودجكن وآدا لوفلايس وتشارلز بابيج وستيفن هوكينج وجيمس كليرك ماكسويل وسرينفاسا رامانوجان وإرنست رذرفورد وفردريك سانغر وآلان تورنغ.

## المستقبل
صرح بيتر ساندز مستشار الحكومة البريطانية والرئيس التنفيذي السابق لبنك ستاندرد تشارترد أن إلغاء فئة 50 جنيه إسترليني وغيرها من الأوراق النقدية الطبيةر مثل 1000 فرنك سويسري و500 يورو و100 دولار من شأنه أن يقلل من الجرائم المالية.

## التصاميم
| السلسلة              | تاريخ الإصدار | أخر إصدار | تاريخ السحب    | اللون                                   | الحجم                    | التصميم                                                       | معلومات إضافية                            |
| -------------------- | ------------- | --------- | -------------- | --------------------------------------- | ------------------------ | ------------------------------------------------------------- | ----------------------------------------- |
| وايت                 | 1725          | 1943      | 16 أبريل 1945  | أحادية اللون (مطبوعة على جانب واحد فقط) | 211 × 133 ملم (قد يختلف) |                                                               |                                           |
| السلسلة D            | 20 مارس 1981  | 1994      | 20 سبتمبر 1996 | في الغالب خضراء                         | 169 × 95 ملم             | الوجه: الملكة إليزابيث الثانية؛ الظهر: كريستوفر رن            | أول ورقة 50 جنيه إسترليني تحمل صورة الملك |
| السلسلة E            | 20 أبريل 1994 | 2011      | 30 أبريل 2014  | في الغالب حمراء                         | 156 × 85 ملم             | الوجه: الملكة إليزابيث الثانية؛ الظهر: John Houblon           |                                           |
| السلسلة F            | 2 نوفمبر 2011 | 2021      | 30 سبتمبر 2022 | في الغالب حمراء                         | 156 × 85 ملم             | الوجه: الملكة إليزابيث الثانية؛ الظهر: ماثيو بولتون وجيمس واط |                                           |
| السلسلة G I (بوليمر) | 23 يونيو 2021 |           |                | في الغالب حمراء                         | 146 × 77 ملم             | الوجه: الملكة إليزابيث الثانية؛ الظهر: آلان تورنغ             | أخر ورقة تصدر في سلسلة البوليمر           |
| السلسلة G II         | منتصف 2024    |           |                | في الغالب حمراء                         | 146 × 77 ملم             | الوجه: الملك تشارلز الثالث، الظهر: آلان تورنغ                 | أول ورقة لتشارلز الثالث                   |

موقع بنك إنجلترا.

## روابط خارجية
- Bank of England website
- Polymer ten pound note website